# Lacete

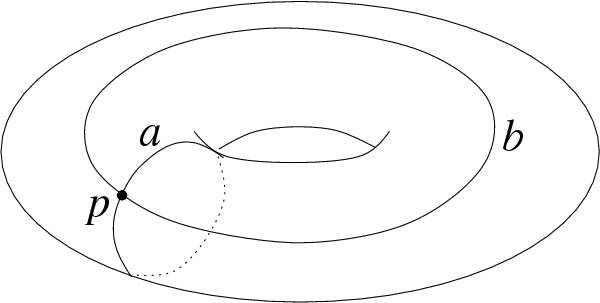
Dois lacetes a, b em um toro.

Em topologia, um lacete num espaço topológico X é um caminho com valores em X cujos pontos inicial e final coincidem. Alternativamente, pode-se definir um caminho em X como uma função contínua de S1 (a circunferência unitária em R2) em X.
O estudo das diversas formas como se podem colocar lacetes num espaço topológico leva à definição de grupo fundamental.